# Montbronn
Montbronn település Franciaországban, Moselle megyében. Lakosainak száma 1583 fő (2022. január 1.). Montbronn Rohrbach-lès-Bitche, Soucht, Bining, Enchenberg, Meisenthal, Rahling és Saint-Louis-lès-Bitche községekkel határos.

## Népesség
A település népességének változása:
| Lakosok száma | 1755 | 1743 | 1698 | 1671 | 1653 | 1632 | 1630 | 1621 | 1597 | 1583 |
|               | 1968 | 1982 | 1990 | 2006 | 2013 | 2015 | 2017 | 2019 | 2020 | 2022 |